# تود جونسون
تود جونسون (بالإنجليزية: Todd Johnson)‏ هو لاعب كرة قدم أمريكية أمريكي، ولد في 18 ديسمبر 1978 في ساراسوتا في الولايات المتحدة.

## وصلات خارجية
- تود جونسون على موقع مرجع كرة القدم المحترفة.كوم (الإنجليزية)